# Moždano stablo
Moždano stablo ili (lat. Truncus encephali u anatomiji kičmenjaka, uključujući i čoveka je zadnji deo mozga, koji ga strukturno povezuje sa kičmenom moždinom. Kod čoveka, obično se opisuje uključujući i produženu moždinu (medulla oblongata), (mjelencefalon), pons (deo krajnjeg mozga = metencephalon) i srednji mozak (mesencephalon). Manje učestalo, uključuju se i delovi međumozga (diencephalon).
Moždano stablo omogućava glavne motorne i senzorne inervacije na licu i vratu, preko moždanih živaca. Od 12 parova moždanih živaca, deset ih dolazi iz moždanog stabla. Iako mali, ovo je izuzetno važan deo mozga kao živčana veza motornog i čulnog sistema glavnog dela mozga sa ostatkom dodatnih tela kroz moždano stablo. To uključuje kortikospinalni trakt (motorni), u zadnjem stubu puta medijane lemniskus finih dodira.  
Moždano stablo, dakle, čini uparena struktura, na ventralnoj strani moždanog akvadukta, a oni dalje nose tegmentum na leđnoj strani i greben ili pes na trbušnoj, a oba su smeštena u vlakna moždano-moždinskog trakta, iz unutrašnje kapsule (tj. rastući + opadajući trakt = uzdužni trakt). Središnjem moždano stablo nosi substantia nigra (doslovno crna supstanca), koja je jedna vrsta baznih jezgara. To je jedini deo mozga koji ima melaninske pigmente.
Između grana je interpedundikulska jama, koja je cisterna puna likvora. Između grana izlazi okulomotorni nerv, a trohleus vidljivo omotava oko izvan grana. Okulomotorni je odgovoran za (parasimpatičko) suženje zenica i određene pokrete očiju.

## Spoljašnje veze
- NIF Search - Brainstem